# Крылова, Алиса Сергеевна
Крылова Алиса Сергеевна (21 июня 1982 года, Мирный, Якутия) — российская супермодель, журналист и писатель. Победительница конкурсов красоты Миссис Россия 2010 и Mrs. Globe 2011.

## Образование
- Окончила школу экстерном с золотой медалью.
- Российский университет дружбы народов (специальность «Экономика и право»).
- Московский государственный институт сервиса (специальность «Антикризисное управление экономикой»).
- Останкинский институт телевидения и радиовещания (специальность «Телерадиожурналистика», диплом с отличием).
- Рязанский государственный университет имени С. А. Есенина (магистратура по направлению «Теология»).

## Mrs. Globe
28 августа 2011 года в Калифорнии состоялся юбилейный 15-й конкурс красоты Mrs. Globe 2011, где Алиса одержала победу. За корону Mrs. Globe состязались 60 титулованных замужних женщин со всего мира. По заявлению организатора мероприятия, президента фонда W.I.N. Foundation Трейси Кембл информационному агентству ИТАР-ТАСС, представительница России одержала победу впервые за все время проведения конкурса.
Данный результат был занесен в книгу «Россия. Рекорды и достижения».

## Модельная и телевизионная карьера
Опыт модели получила в Русской Академии моделей под руководством А. С. Кулакова и модельном агентстве Славы Зайцева. В разные годы появлялась на обложках Elle, Vogue, L’OFFICIEL, InStyle и др., снималась в рекламе.
С 2010 г. — лицо французского дома моды Hayari Couture Paris.
В 2010—2012 гг. — лицо компании «Евромех».
В 2011—2012 гг. — лицо компании Bentley Motors.
С 2011 г. — лицо мирового конкурса красоты «Mrs. Globe» и посол в России Всемирного Благотворительного Фонда W.I.N. Foundation (позже вошла в совет директоров). Организатор Благотворительного Аукциона Алисы Крыловой.
В 2013 г. — ведущая программы «Лото Миллион» на телеканале ТНТ.
С 2016 г. проводит авторские индивидуальные и групповые тренинги «Путь к совершенству».

## Журналистика и литературная деятельность
В 2010—2014 гг. — колумнист журналов TPM, Рублевка Magazine и City Magazine (авторские рубрики, посвященные тест-драйву автомобилей класса «люкс» и благотворительной деятельности).
С 2019 г. занимает пост главного редактора журнала L’OFFICIEL ДЕТИ. Генеральный продюсер YouTube-канала L'OFFICIEL TV, ведущая авторской программы Smart Talk.
В 2021 г. выпустила книгу «Леди», суммировав свой опыт карьерного и лайф-коучинга. По мнению Алисы, «женский идеал» — синергия нескольких сфер жизнедеятельности женщины: образа, стиля жизни, речи, манеры поведения, образования, деловых и семейных качеств. Философским обоснованием современного идеала леди в книге служит критика общества потребления и феминистской идеологии с умеренно консервативных позиций.

## Семья
Алиса - старший ребёнок в семье, у неё 2 брата и 2 сестры. Алиса замужем, воспитывает троих дочерей — Еву, Викторию и Агнию. Старшая дочь Ева снималась для Elle, Vogue, L'OFFICIEL ДЕТИ, участвовала в модных детских показах, в настоящее время - режиссер, кинооператор, студентка Гуманитарного института телевидения и радиовещания.

## Титулы и награды
Алиса — обладательница следующих титулов и наград:
- Вице-миссис Москва (2010)
- Миссис Россия (2010)
- Королева подиума (2010)
- Mrs. Globe (2011)
- Mrs. Celebrity (2011)
- Mrs. Children Charity (2011)
- Mrs. Children Spirit Charity (2011)
- Награда Правительства России «Малахитовая звезда — Знаменитые люди России» (2011)
- Премия «Лучшие женщины России» (2012)
- Международная премия W.I.N. Woman of the Year (2013).

## Публикации об Алисе Крыловой
- Благотворительность — почётная обязанность. Администрация Брянской области. 7 июня 2012.
- Миссис Мира посетила Дятьково с благотворительной акцией. iBryansk.Ru. 7 июня 2012.
- Фотосессия в журнале L’OFFICIEL CENTRAL ASIA
- Конкурс «Отчаянная домохозяйка». Радиостанция «Серебряный Дождь». 2011.
- Титул «Миссис Земной шар» завоевала москвичка. Комсомольская правда. 30 августа 2011.
- Супермодель Алиса Крылова покорила Кению. Woman’s day. 20 февраля 2014.